# Field spaniel
Il Field Spaniel è un cane da cerca e da riporto, particolarmente adatto per la caccia su terreni accidentati. In passato considerata eccellente nel lavoro, attualmente questa razza è poco diffusa, anche nel suo Paese di origine, la Gran Bretagna.

## Origini

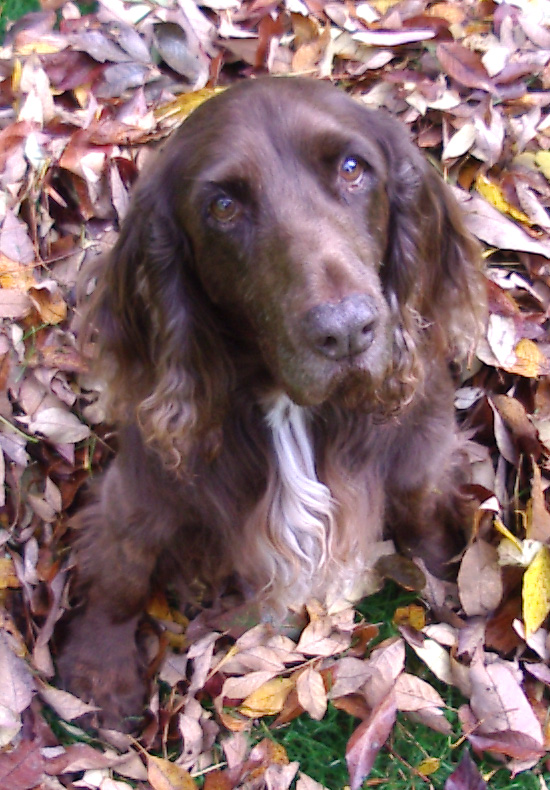
Un esemplare maschio di 14 anni.

Il Field trae origine da antichi Spaniel da terra del Devon e del Galles. Fin verso la fine del XIX sec., era considerato un eccellente cane da lavoro, di gran lunga migliore degli altri Spaniel. Tuttavia, nel corso degli anni i selezionatori predilessero un fisico più massiccio ed arti brevi, a tutto danno della funzionalità.
Quando nel 1932 nacque il club del Field, si tentò di restituire alla razza una struttura fisica più adatta al lavoro.

## Caratteristiche fisiche

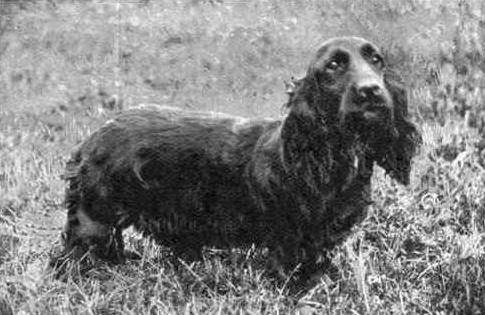
Un Field Spaniel fotografato nel 1903.

La testa è ben cesellata, asciutta, con stop moderato e muso lungo. Il tartufo è ben sviluppato con narici aperte.
Gli occhi, a mandorla, sono di color nocciola scuro; le orecchie sono di media lunghezza e larghezza, attaccate basse e ben frangiate.
Il pelo è lungo, liscio, lucente, sericeo al tatto, mai arricciato, corto o ispido, fitto e impermeabile. Il mantello può essere di color nero, fegato o roano, con focature.
Il dorso è orizzontale e muscoloso. La coda è attaccata bassa, frangiata e mai portata sopra il livello del dorso.

## Carattere
Il Field è un cane molto docile, attivo, sensibile e indipendente. Non è adatto a vivere in città.